# Einar Järnland
Sven Gustaf Einar Järnland, född 28 januari 1921 i Tjärstads församling i Östergötlands län, död 4 juni 2005 i Korsberga församling i Jönköpings län, var en svensk industriman.
Järnland var son till nämndemannen Konrad Johansson och Selma Arvidsson samt bror till kompanjonen Berth Järnland. Efter examen från Norrköpings handelsgymnasium 1939 var han anställd vid Saab 
Linköping 1939–1941, innehavare av Björnlunda såg och snickerifabrik 1944–1947, vice verkställande direktör och styrelseledamot i Egna hem AB Myresjöhus från 1947 samt verkställande direktör och styrelseledamot i Egna hem AB Vetlandahus från 1958. Han var styrelseledamit i Kinda skogsprod. AB, Kalmar småhus AB och AB Skogsprod. Vetlanda.
Tillsammans med brodern tilldelades han postumt utmärkelsen Hedersplats Vetlanda 2015 för att han som entreprenör genom företaget Myresjöhus satt Vetlanda kommun på kartan.
Einar Järnland gifte sig 1947 med Ingrid Erlandsson (1928–2009), dotter till åkeriägaren Oscar Erlandsson och Karin Pettersson. Han blev far till Maud 1944, Christina 1948, Thomas 1949, Anders 1952, Maria 1956 och Charlotte 1960. Han är begravd på Vetlanda kapellkyrkogård.